# Catapterix
Catapterix é um gênero de mariposa pertencente à família Acanthopteroctetidae. O gênero foi anteriormente considerado monotípico, com Catapterix crimaea como sua única espécie conhecida, até a descrição formal de Catapterix tianshanica em 2016.

## Distribuição
A espécie-tipo, C. crimaea, é conhecida na Península da Crimeia, na Ucrânia e no sul da França, enquanto C. tianshanica é descrita no Quirguistão.

## Taxonomia
O gênero foi originalmente colocado em sua própria família, Catapterigidae, que agora é considerado sinônimo de Acanthopteroctetidae.